# Бараново (Ковровский район)
Бараново — деревня в Ковровском районе Владимирской области. Входит в состав Новосельского сельского поселения. Располагается южнее районного центра, город Ковров. 

## География
Расстояние до районного центра составляет 25 км. 

## История

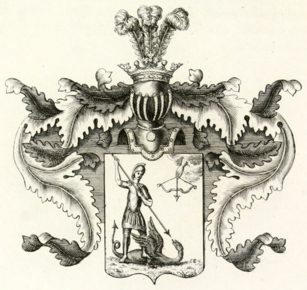
Герб рода Языковых

В 1719 году это сельцо принадлежало сразу трем помещикам: Афанасию Семеновичу Опрянину, а также братьям Ивану и Афанасию Логиновичам Языковым - потомкам Енгулея-мурзы Языка, выехавшего из Золотой Орды к великому князю Дмитрию Иоанновичу в 1360 или 1360 году и принявшего православие с именем Алексей. При этом на долю Опрянина приходилось 8 мужского пола душ крестьян, а на долю Языковых - 17. К 1763 году это сельцо, где проживало 89 крестьян, являлось владением сына Ивана Логиновича Языкова надворного советника Михаила Ивановича Языкова, которому также принадлежало соседнее село Данилово, в котором находилась усадьба Языковых.
После кончины М.И. Языкова Бараново унаследовали его вдова Александра Петровна (возможно, урожденная Апухтина) и сын Иван, прапорщик лейб-гвардии Преображенского полка, который после выхода в отставку из военной службы в 1785- 1790 гг. занимал должность ковровского уездного предводителя дворянства. В 1782 году за А.П. Языковой и её сыном (тогда ещё сержантом лейб-гвардии Преображенского полка) в Бараново значилось 60 мужского пола и 59 женского крепостных крестьян. Иван Языков вел чрезмерно широкий образ жизни не по средствам и в конце концов разорился, поэтому его доля родового имения была продана и пошла на уплату долгов. В частности, 129 ревизских душ в деревне Бараново Иван Михайлович Языков заложил дочери тайного советника Екатерине Михайловне Салтыковой. Однако, как оказалось, сделал это без согласия матери, по инициативе которой над имениями сына решением властей была учреждена опека. Дело об опеке сохранилось в Госархиве Владимирской области до сих пор. Тем не менее, большая часть недвижимости отставного лейб-гвардии прапорщика Языкова в итоге перешла к заимодавцам.
В 1778 году деревня Бараново вошла в состав новоучрежденного Ковровского уезда Владимирской губернии, оказавшись на его южной границе с Судогодским уездом.
В 1795 году Бараново состояло за вдовой надворного советника Александрой Петровной Языковой, а также за выкупившими часть Салтыковой коллежской секретаршей Аграфеной Ивановной Хлоповичевой и титулярным советником Иваном Ивановичем Поповым. В ту пору в «сельце, что ныне деревня Бараново» насчитывалось 129 жителей, причем часть крестьян туда была переведена помещиками из находившегося неподалеку и уничтоженного пожаром сельца Вашукино.
В XIX веке
В начале XIX столетия Бараново было куплено поручицей Дарьей Ивановной Дроздовой, супругой поручик Григория Михайловича Дроздова, помещика сельца Дмитриево Ковровского уезда. Позже именно в честь Г.М. Дроздова его наследники назвали новую деревню Дроздовка на московско-нижегородском шоссе. К 1811 году за поручицей Дроздовой в Бараново значилось 90 мужского пола душ крестьян. От Дроздовой деревня перешла по наследству к её правнукам братьям Николаю и Александру Ефимовичам Андреевым. В 1816 году в имении Андреевых Бараново проживало 186 человек, в том числе 175 крестьян и 11 солдаток.
По данным 1819 года в деревне Бараново, принадлежавшей Андреевым, насчитывалось 24 крестьянских двора 92 мужского и 76 женского пола душ крепостных. В селении насчитывалось 47 тягол, с каждого из которых помещикам уплачивался оброк по 25 рублей серебром в год. Таким образом Андреевы получали с Бараново 1175 рублей серебром ежегодно. В деревне имелись кузница и ветряная мельница.
В 1834 году за отставными гусарскими поручиками Николаем и Александром Андреевыми в Бараново значилось 120 мужского и 121 женского пола душ крестьян. К 1850-му в этой деревне проживало 256 жителей. В начале 1860-х гг. в Бараново насчитывалось 30 крестьянских дворов, в которых проживало 242 человека.
20 апреля 1862 года была составлена, а 20 апреля 1863-го введена уставная грамота между помещиками Дмитрием Николаевичем и Елизаветой Николаевной Андреевыми, детьми Н.Е. Андреева (его брат Александр в 1841 году скончался бездетным), и крестьянами деревни Бараново. Из 722 десятин земли, находившейся при данном селении, в пользовании крестьян прежде находилось 691 десятина, а после реформы и отмены крепостного права - лишь 554 десятины. Если прежде барановцы выплачивали своим помещикам оброк по 9 рублей серебром с ревизской души (мужского пола), то потом стали расплачиваться за переданную им в собственность землю. Однако данное соглашение с помещиками у значительной части барановцев не встретило энтузиазма, так как вместо 36 десятин хорошей пашни им взамен передали 30 десятин малорослого леса.
В дальнейшем численность населения деревни продолжала увеличиваться. Среди местных получил распространение офенский промысел. Кроме того, барановцы занимались извозом камня и бревен на строительство и для железнодорожников - на ремонт насыпей, а также кирпичным и плотницким промыслом. Артели плотников и каменщиков из Бараново уходили на заработки не только в окрестные уезды, но и за пределы Владимирской губернии.
В семье барановского крестьянина, как раз и занимавшегося офенским промыслом, 22 апреля 1846 года и родился Яков Артемьевич Старостин  - один из самых известных уроженцев деревни Бараново. Вместе с отцом, который немало постранствовал по России, Яша тоже много повидал, прежде чем с матерью обосновался во Пскове. Там его матушка открыла небольшую галантерейную лавку. Яков  окончил начальное училище и поступил в гимназию, где начал писать стихи. Судьба талантливого подростка привлекла внимание местного губернатора, который помогал оплачивать учёбу Старостина. Его первые публикации привлекли внимание классика отечественной литературы, знаменитого писателя Ивана Сергеевича Тургенева, который проездом из Петербурга в своё имение встретился с юным поэтом и благословил его на дальнейшее творчество.
Вслед за тем Яков Старостин  окончил юридический факультет Санкт-Петербургского университета и получил назначение судебным следователем в городок Белебей Уфимской губернии, а потом был секретарем Уфимской соединенной палаты гражданского и уголовного суда. Все это время Старостин публиковал свои стихи и поэтические переводы в журналах «Будильник», «Дело», «Живописное обозрение». Однако 13 марта 1879 года на 33-м году жизни Яков Старостин  скончался от чахотки, которая в ту пору была фактически неизлечима. Спустя почти пять лет после смерти поэта журнал «Вестник Европы» опубликовал большую подборку стихов Старостина, однако потом поэт оказался почти полностью позабыт. Из небытия его совсем недавно вывел владимирец Георгий Овчинников, научный сотрудник Государственного архива Владимирской области, кандидат филологических наук, опубликовавший ряд статей о поэте и, несколько лет собиравший материалы по его биографии. Однако Г.Д. Овчинников в ноябре 2010 года скоропостижно скончался, и отдельным изданием стихи нашего земляка не издавались до сих пор.
В 1873 году в деревне Бараново насчитывалось 42 крестьянских двора, в которых проживало 284 человека, в том числе 5 мещан и 12 отставных солдат и членов их семей. К концу 1870-х гг. число обитателей Бараново возросло до 309-ти в 43 крестьянских дворах. Однако это был ещё далеко не предел, и в дальнейшем число жителей там ещё более возросло.
С начала 1860-х гг. Бараново вошло в состав Клюшниковской волости Ковровского уезда с центром в деревне Клюшниково, расположенной в 8 верстах. По церковной линии деревня относилась к приходу храма в честь Владимирской иконы Божией Матери в селе Данилово (Данильцево-Языково). Однако когда в конце XIX века Ковровская уездная земская управа собралась открыть в даниловском приходе начальное училище, то его было решено устроить не в Данилово, а в приходской деревне Бараново. Попечитель Барановского начального земского училища Георгий Александрович Смирнов. Барановское земское начальное училище официально открылось 1 сентября 1899 года по инициативе Ковровской уездной земской управы, которую тогда в качестве председателя возглавлял Николай Павлович Муратов, сам ковровский помещик и племянник бывшего главы ковровского земства, ветерана Крымской войны Александра Петровича Манькова. Для школы было выстроено отдельное деревянное одноэтажное здание с двумя классными помещениями и двухкомнатной квартирой учителя. Число учеников первоначально составляло 80 человек: 58 мальчиков и 22 девочки. Первым учителем в Бараново стал выпускник Владимирской  духовной семинарии Сергей Александрович Смирнов, сын священника села Великого, что в Медушах Ковровского уезда, который учил барановских ребятишек чтению, письму, арифметике и Закону Божию. Жалованье учителя составляло 360 рублей в год, которые выплачивало  земство.Курс обучения в Барановском земском училище составлял три года. В Бараново С. А. Смирнов проработал всего лишь год, после чего его в 1900-м сменил учитель Николай Андреевич Фигуровский. Попечителем Барановского земского начального училища начального училища стал 34-летний потомственный дворянин, ковровский помещик член Владимирской губернской земской управы, статский советник Георгий Александрович Смирнов (однофамилец первого учителя).Попечитель сам  являлся дипломированным педагогом со стажем. Он окончил физико-математический факультет Московского университета, преподавал математику в гимназиях Дерпта  (ныне эстонский Тарту) и Коломны (в Московской губернии). Георгий Смирнов был сыном активного владимирского земского деятеля поры царствования императора  Александра II, действительного статского советника Александра Петровича Смирнова, тоже педагога, только не математика, а филолога. Г. А. Смирнов был другом и  ближайшим сподвижником Н. П. Муратова, поэтому неудивительно, что он поддержал начинание уездного земства. Примечательно, что попечитель Барановского училища  был женат на Татьяне Степановне Батуриной, троюродной сестре будущего знаменитого комиссара Чапаевской дивизии Павла Степановича Батурина. Попечитель  оказывал школе помощь деньгами и различными припасами, например, дровами для топки печи. Усадьба Смирновых в сельце Никитинское находилась всего в 5 верстах  от деревни Бараново. Среди крестьян деревни Бараново тоже был свой земский деятель: в 1878 году кандидатом в гласные (депутаты) Владимирского губернского  земского собрания был избран местный крестьянин Степан Андреевич Кузнецов, К 1909 году число учащихся в Барановской земской школе достигло 100 человек, в том  числе 76 мальчиков и 24 девочки. Так как в связи с ростом числа учеников одного педагога уже было недостаточно, тому времени там преподавали уже две  учительницы, выпускницы Владимирского епархиального женского училища Клавдия Александровна Смирнова (сестра первого учителя Сергея Смирнова) и Софья  Викторовна Фигуровс-кая. Законоучителем состоял священник церкви в честь Владимирской иконы Божией Матери соседнего села Данилове Евлампий Михайлович  Преображенский, родной брат известного ковровского протоиерея настоятеля Феодоровского храма в Коврове Николая Александровича Преображенского, преподававшего  сразу в пяти учебных заведениях, включая техническое железнодорожное училище.
В советское время
Георгий Смирнов оставался попечителем Барановского земского начального училища и после того, как в декабре 1905 года вместе с Н. П. Муратовым был отстранен от всех занимаемых должностей. Смирнов являлся одним из наиболее авторитетных членов организации партии «Народной свободы» (кадетов). Его почти революционное  прошлое и родство с комиссаром Батуриным способствовало тому, что после 1917 года он не был репрессирован и преподавал математику в Ковровском  железнодорожном техническом училище (техникуме). Потомки Г. А. Смирнова живут в Коврове по сей день. После того, как число учеников в Барановском начальном земском училище перевалило за сотню, в построенном в конце XIX столетия школьном здании стало тесно.  Поэтому за недостатком места некоторым детишкам вынужденно отказывали в приёме в школу. В 1895 году в деревне Бараново проживало 385 постоянных жителей - это был исторический максимум численности местного населения. При этом лишь 18 барановцев  работали на стороне, остальные трудились на своих крестьянских подворьях, а если и занимались неземледельческими промыслами, то при этом надолго не покидали  родной деревни. К 1904 году в Бараново значился 331 житель в 42 крестьянских дворах. После установления власти большевиков Бараново стало центром одноимённого Барановского сельсовета, в состав которого вошли помимо этой деревни села Данилово,  Маринино и деревняМакарово. В 1923 году в деревне Бараново Барановского сельсовета Клюшниковской волости насчитывалось 339 жителей. По данным Всероссийской переписи населения 1926 года в Бараново был зафиксирован 331 постоянный обитатель и 69 крестьянских дворов. В деревне действовали  школа первой ступени и почтовое отделение.
Барановский сельсовет просуществовал вплоть до упразднения Ковровского уезда в 1929 году и перечисления новоучрежденного Ковровского района в состав   Ивановской промышленной области. К 1942 году Барановский сельсовет уже не существовал. В 1937 году в Бараново был организован колхоз «Восход», который позже вошел в состав укрупненного колхоза «Новая жизнь». В Ковровском районе Бараново славилось своими сенокосами и считалось одним из местных центров пчеловодства. Даже в начале 1980-х гг. там насчитывалось 220 пчелиных ульев. В годы Великой Отечественной войны 23 барановца погибли на фронтах. Их могилы находятся от ближних подступов к Москве до Восточной Пруссии - ныне российской Калининградской области. В их числе - сержант Анатолий Алексеевич Авдеенко, призванный в армию в 1942 году, попавший в окружение, а оттуда - в партизанский отряд. Партизан Авдеенко пропал без вести в июне 43-го. Из барановских фронтовиков, отдавших свои жизни в борьбе с гитлеровцами и их союзниками, была и девушка - рядовой Надежда Ивановна Воронцова, погибшая в бою в январе 1945 года под прусским городом-крепостью Кенигсбергом.
В 1961 году в деревне Бараново, которая к тому времени уже относилась к Иваново-Эсинскому сельсовету Ковровского района, насчитывалось 123 жителя и 45 дворов.  То обстоятельство, что рядом сданным населенным пунктом прошла дорога от шоссе Сенинские Дворики - Красный Октябрь - Красный Маяк (позже её провели до поселка Андреево Судогодского района), способствовало тому, что Бараново не попало в число «неперспективных» деревень и уцелело. Тем не менее, численность населения и там постоянно уменьшалась. Так, в 1970 году там уже насчитывалось 78 жителей и 42 двора, а к 1983 году - 45 и 30 хозяйств. 
Настоящее время

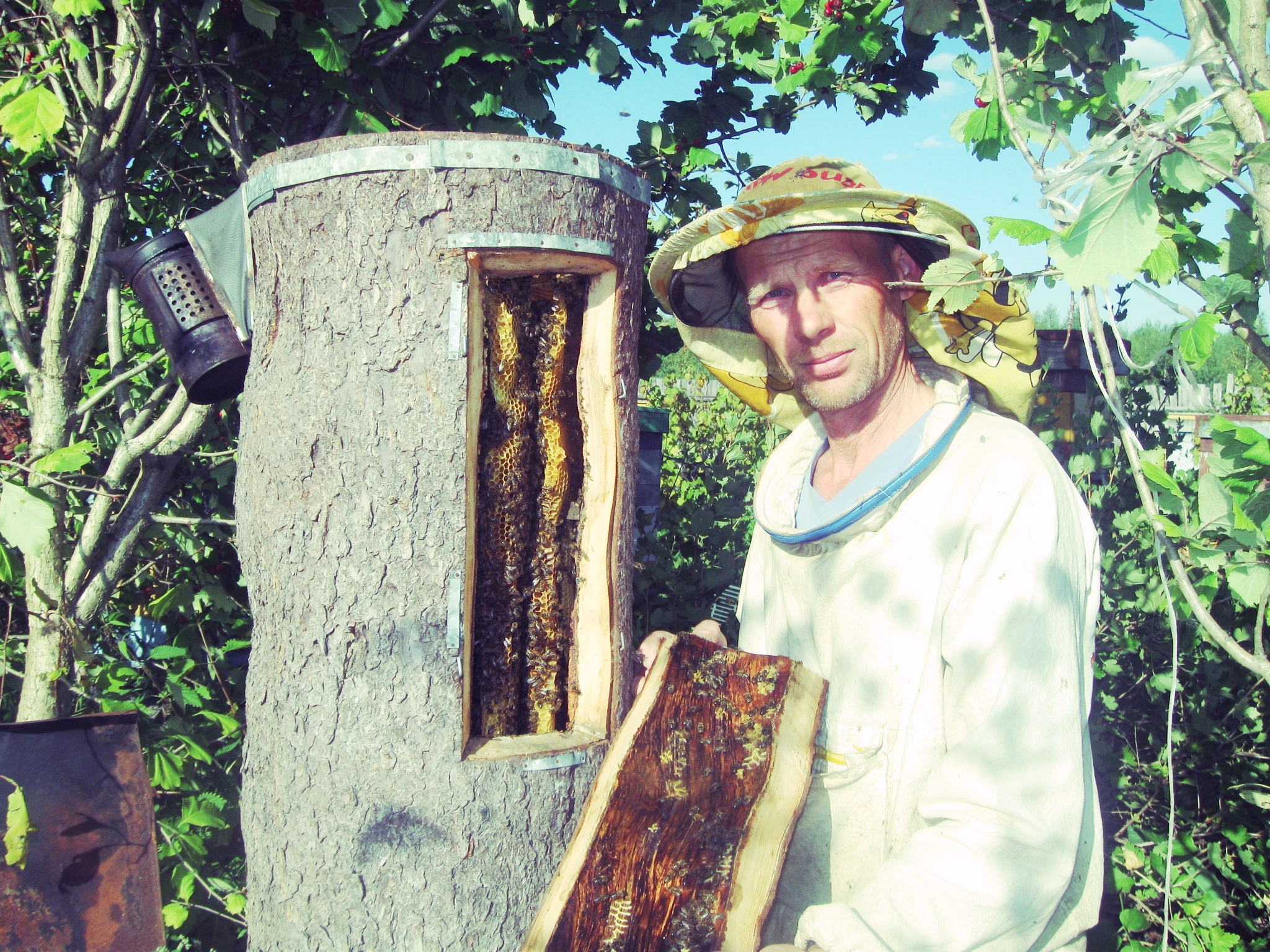
Потомственный пчеловод Гордеев Геннадий Исаевич

Сегодня Бараново примечательно тем, что там находится самая большая пасека на Ковровской земле в 100 ульев. А её хранителем уже 28 лет является потомственный пчеловод Геннадий Исаевич Гордеев. Всего на барановской пасеке обитает до 10 миллионов пчел, и каждый улей в сезон приносит до 50 кг меда. Г.И. Гордеев нынче - глава зарегистрированного крестьянско-фермерского хозяйства, единственного в районе, специализирующегося исключительно на пчеловодстве.

## Население
| 1763 | 1782 | 1795 | 1816 | 1819 | 1834 | 1850 |
| ---- | ---- | ---- | ---- | ---- | ---- | ---- |
| 89   | ↗119 | ↗129 | ↗186 | ↘168 | ↗241 | ↗256 |
| 1859 | 1873 | 1879 | 1895 | 1905 | 1923 | 1926 |
| ↘242 | ↗284 | ↗309 | ↗385 | ↘331 | ↗339 | ↘331 |
| 1961 | 1970 | 1983 | 2002 | 2010 | 2021 |      |
| ↘123 | ↘78  | ↘45  | ↘29  | ↘14  | ↗18  |      |